# 1979 a filmművészetben

## Események
- január 2. – A kínai-amerikai kulturális egyezmény keretében a Kínai Népköztársaságban mint első amerikai filmet bemutatják Charlie Chaplin Modern idők című filmjét
- január 10. – A Szövetségi Nyomozóiroda világméretű nyomozásba kezd az illegális kópiák készítői és forgalmazói után. A filmkalózok évi 800 millió dolláros kárt okoznak az USA-ban.
- február 22. – A Berlini Nemzetközi Filmfesztiválon versenyen kívül bemutatott A szarvasvadász című film elleni tiltakozásul a Szovjetunió visszavonja benevezett filmjeit. Románia kivételével a többi kommunista ország is követi a szovjet példát és a delegációk kivonulnak a vetítésről.
- április 9. – Az Oscar-díj átvételekor Jane Fonda Michael Cimino szemére veti, hogy A szarvasvadász című filmje a vietnámi háború rasszista interpretációja.
- augusztus – Az USA több városában vallásos csoportok tiltakoznak a Monty Python filmje, a Brian élete bemutatása ellen, mert véleményük szerint istenkáromló ábrázolásai sértik a hívő emberek vallásos érzelmeit.
- szeptember 22. – A hamburgi filmtárlaton, melyen 43 német rendező vesz részt, kiadják a Hamburgi nyilatkozatot, amelyben a német filmkészítők tiltakoznak a választmányok és televíziós intézmények filmgyártásra gyakorolt befolyásának erősödése ellen.

## Sikerfilmek
Észak-Amerika
1. Rocky II. – főszereplő és rendező Sylvester Stallone
2. A nyolcadik utas: a Halál (Alien) – rendező Ridley Scott
3. A rettegés háza – rendező Stuart Rosenberg
4. Star Trek: Csillagösvény – rendező Robert Wise
5. Moonraker – rendező Lewis Gilbert
6. The Muppet Movie – rendező James Frawley
7. Hair – rendező Miloš Forman

## Magyar filmek
- Ajándék ez a nap – rendező Gothár Péter
- Angi Vera – rendező Gábor Pál
- Az állatok válaszolnak – rendező Kollányi Ágoston
- BUÉK! – rendező Szörény Rezső
- Családi tűzfészek – rendező Tarr Béla
- Az erőd  – rendező Szinetár Miklós
- Égigérő fű – rendező Palásthy György
- Fagyöngyök – rendező Ember Judit
- Fekete rózsa – rendező Szőnyi G. Sándor
- Indul a bakterház – rendező Mihályfy Sándor
- A kedves szomszéd – rendező Kézdi-Kovács Zsolt
- A kis Valentinó – rendező Jeles András
- Magyar rapszódia – rendező Jancsó Miklós
- Magyarok a prérin – rendező Révész György
- Mese habbal – rendező Bácskai Lauró István
- Minden szerdán – rendező Gyarmathy Lívia
- Októberi vasárnap – rendező Kovács András
- Rosszemberek – rendező Szomjas György
- Szabadíts meg a gonosztól – rendező Sándor Pál
- A trombitás – rendező Rózsa János
- A téglafal mögött – rendező Makk Károly
- Útközben – rendező Mészáros Márta
- Verzió – rendező Erdély Miklós

## Díjak, fesztiválok
- Oscar-díj (április 9.)
  - Film: A szarvasvadász
  - Rendező: Michael Cinoimo – A szarvasvadász
  - Férfi főszereplő: John Voight – Hazatérés
  - Női főszereplő: Jane Fonda – Hazatérés
  - Külföldi film: Készítsétek a zsebkendőiteket! – Bertrand Blier
- 4. César-gála
  - Film: L'Argent des autres, rendezte Christian de Chalonge
  - Rendező: Christian de Chalonge, L'Argent des autres
  - Férfi főszereplő: Michel Serrault, Őrült nők ketrece
  - Női főszereplő: Romy Schneider, Egyszerű eset
  - Külföldi film: A facipő fája, rendezte Ermanno Olmi
- 1979-es cannes-i filmfesztivál
- Berlini Nemzetközi Filmfesztivál (február 20-március 3)
  - Arany Medve: David – Peter Lilienthal
  - Rendező: Astrid Henning-Jensen – Téli gyerekek
  - Férfi főszereplő: Michele Placido – Ernesto
  - Női főszereplő: Hanna Schygulla – Maria Braun házassága
- Velencei Nemzetközi Filmfesztivál (augusztus 25-szeptember 4)
  - Arany Oroszlán: nem adták ki
  - Férfi főszereplő: Jevgenyij Leonov – Őszi maraton
  - Női főszereplő: Otova Nobuko – Az akasztás
- 1979-es Magyar Filmszemle

## Születések
- január 12. – Isidra Vega színésznő
- január 8. – Sarah Polley színésznő
- január 27. – Rosamund Pike színésznő
- február 9. – Mena Suvari színésznő
- február 9. – Csang Ce-ji (Zhang Ziyi) színésznő
- április 4. – Bunko Kanazawa színésznő
- április 12. – Claire Danes színésznő
- április 19. – Kate Hudson színésznő
- április 23. – Jaime King színésznő
- május 9. – Rosario Dawson színésznő
- május 25. – Monica Keena színésznő
- október 4. – Rachael Leigh Cook színésznő
- október 8. – Kristanna Loken színésznő

## Halálozások
- február 12. – Jean Renoir rendező
- március 1. – Dolores Costello színésznő
- március 11. – Székely István magyar filmrendező (*1899).
- március 22. – Ben Lyon színész
- április 10. – Várkonyi Zoltán rendező, színész
- május 29. – Mary Pickford színésznő
- június 11. – John Wayne színész
- augusztus 17. – Vivian Vance színésznő
- szeptember 8. – Jean Seberg színésznő
- szeptember 12. – Jocelyne LaGarde színésznő
- december 11. – Adile Nasit színésznő, rendező
- december 14. – Homoki Nagy István filmrendező
- december 22. – Darryl F. Zanuck producer

## Filmbemutatók
- A bádogdob – rendező Volker Schlöndorff
- A fekete lyuk – rendező Gary Nelson
- A fekete táltos – rendező Carroll Ballard
- A nagy szám – főszereplő Barbra Streisand és Ryan O’Neal, rendező Howard Zieff
- A nagy vonatrablás – rendező Michael Crichton
- A nyolcadik utas: a Halál – rendező Ridley Scott
- A pacák – főszereplő Steve Martin, rendező Carl Reiner
- Apósok akcióban – rendező Arthur Hiller
- A rózsa – rendező Mark Rydell
- A romlás démonai – rendező Walerian Borowczyk
- Apokalipszis most – rendező Francis Ford Coppola – főszereplő Marlon Brando, Robert Duvall, Martin Sheen, Dennis Hopper, Harrison Ford
- Bombanő – rendező Blake Edwards, főszereplő Dudley Moore
- Brian élete – rendező Terry Jones
- Caligula – rendező Tinto Brass
- Dilibogyók / Táborparádé – főszereplő Bill Murray, rendező Ivan Reitman
- Egy tiszta nő (Tess) – rendező Roman Polański, főszereplő Nastassja Kinski
- Elektromos lovas – rendező Sydney Pollack, főszereplő Robert Redford és Jane Fonda
- Én a vízilovakkal vagyok – rendező Italo Zingarelli
- Harcosok – rendező Walter Hill
- Hová tűnt Agatha Christie? – rendező Michael Apted
- Időről időre – rendező Nicholas Meyer
- Isten hozta, Mr.! – rendező Hal Ashby, főszereplő Peter Sellers
- Kína-szindróma – rendező James Bridges
- Kemény pornóvilág – főszereplő George C. Scott, rendező Paul Schrader
- Kramer kontra Kramer – főszereplő Dustin Hoffman és Meryl Streep, rendező Robert Benton
- Krisztus megállt Ebolinál – rendező Francesco Rosi
- Mad Max – főszereplő Mel Gibson, rendező George Miller
- Manhattan – rendező Woody Allen
- Maria Braun házassága – rendező Rainer Werner Fassbinder
- Menekülő szerelem – rendező François Truffaut
- Meztelenek és bolondok – rendező Steven Spielberg
- Mindhalálig zene – rendező Bob Fosse
- Norma Rae – rendező Martin Ritt
- Nosferatu: Az éjszaka fantomja (Nosferatu, a vámpír) – rendező Werner Herzog
- Öreg rókák, nem vén rókák – rendező Martin Brest
- Rock 'n' Roll High School – rendező Allan Arkush
- Szökés Alcatrazból – rendező Don Siegel
- Szerelem első harapásra – főszereplő George Hamilton, rendező Stan Dragoti
- Szibériáda – rendező Andrej Szergejevics Koncsalovszkij
- Sztalker – rendező Andrej Tarkovszkij
- Túl a Poszeidón-kalandon – rendező Irwin Allen
- Vengeance is Mine – rendező Imamura Sóhei
- Zsaru vagy csirkefogó? – rendező Georges Lautner, főszereplő Jean-Paul Belmondo
- Zulu Dawn – rendező Douglas Hickox